# كيلي ريتشاردسون
كيلي ريتشاردسون هي فنانة فيديو ومصورة كندية، ولدت في 2 أغسطس 1972.

## وصلات خارجية
- الموقع الرسمي